# Новосамарск
 Новосамарск  — село в Кувандыкском городском округе Оренбургской области.

## География
Находится на левом берегу реки Бухарча на расстоянии примерно 5 километров на северо-запад от окружного центра города Кувандык.

## Климат
Климат умеренно-континентальный. Времена года выражены чётко. Среднегодовая температура по району изменяется от +4,0 °C до +4,8 °C. Самый холодный месяц года — январь, среднемесячная температура около −20,5…−35 °C. Атмосферных осадков за год выпадает от 300 до 450—550 мм, причём большая часть приходится на весенне-летний период (около 70 %). Снежный покров довольно устойчив, продолжительность его, в среднем, 150 дней.

## История
Народное неофициальное именование — Бухарча (по речке). В списках 1901 г. отмечен хутор Самарский, основанный незадолго до этого переселенцами из Самарской губернии. В более поздних источниках фигурирует уже Ново-Самарск. До 2016 года входила в Красносакмарский сельсовет Кувандыкского района, после реорганизации этих муниципальных образований в составе Кувандыкского городского округа.

## Население
Постоянное население составляло 816 человек в 2002 году (русские 70 %), 534 в 2010 году. Проживают русские, татары, башкиры.